# ゑ
ゑ、ヱは、日本語の音節のひとつであり、仮名のひとつである。1モーラを形成する。五十音図において第10行第4段（わ行え段）に位置する。現代では え /e/ と同じ発音である。ただし、平安時代初期の発音は/we/（現代の表記「ウェ」に相当）。現代仮名遣いでは「ゑ」は使われず、代わりに「え」と書かれることが多い。

## 概要

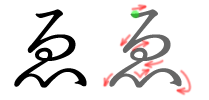
「ゑ」の筆順

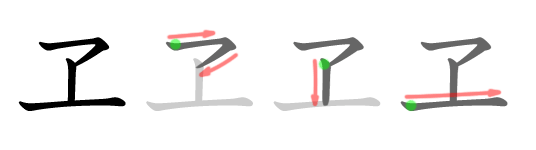
「ヱ」の筆順

- 現代標準語の音韻：現代日本語ではえと同じである。
- 五十音順：第46位。や行い段とえ段のいとえおよびわ行う段のうを数に加えると49位。
- いろは順：第43位。「し」の次、「ひ」の前。
- 平仮名「ゑ」の字形：「惠」の草体
- 片仮名「ヱ」の字形は「衛」の略字体（中国語簡体字：卫）、若しくは「惠」の草体の終わりの部分（『広辞苑』第6版より）とする考え方も。
- ローマ字：eまたはwe。コンピュータのローマ字入力ではwyeまたはうぇ(we)か「e」（え）を変換して記述する。
- 点字：
- 通話表：「かぎのあるヱ」
- モールス符号：・--・・
- 手旗信号：9→3→1

- 発音： ゑ[ヘルプ/ファイル]

## 歴史

### 奈良時代
奈良時代には、ヱは /we/ と発音され、ア行のエは /e/ と発音されて区別されていた。また、ヤ行のエも /je/ と発音されて区別されていた。万葉仮名では、ヱを表すための万葉仮名として「咲」「面」「廻」「恵」などが用いられた。ア行のエは万葉仮名では「衣」「依」「愛」「榎」などが用いられ、またヤ行のエは「兄」「江」「吉」「曳」「枝」「延」「要」「遥」「叡」などが用いられて、互いに区別されていた。
漢字音では、合拗音の「クヱ」「グヱ」（当時は小書きはされていない）という字音があり、それぞれ [kʷe] 、[ɡʷe] と発音され、「ケ」「ゲ」とは区別されていた。

### 平安時代
平安時代に入ると、ア行のエとヤ行のエが合流するものの、まだそれらと「ゑ」は区別されていた。11世紀中期から後期頃の成立と考えられるいろは歌には、
いろはにほへと　ちりぬるを　わかよたれそ　つねならむ　うゐのおくやま　けふこえて　あさきゆめみし　ゑひもせす
（色は匂へど　散りぬるを　我が世誰ぞ　常ならむ　有為の奥山　今日越えて　浅き夢見じ　酔ひもせず）
とあり、エとヱは区別されている（ただしもとはア行のエも含まれていた可能性が指摘されている）。寛智による『悉曇要集記』（承保2年〈1075年〉成立）には、
アカサタナハマヤラワ一韻
イキシチニヒミリヰ一韻
ウクスツヌフムユル一韻
オコソトノホモヨロ一韻
エケセテネヘメレヱ一韻
とあり、ヤ行のエ、ワ行のヲが省かれている。このことから、当時の音韻状態は、ア行のエとヤ行のエや、ア行のオとワ行のヲは区別を失い同音になっていた一方、ア行・ヤ行のエとワ行のヱは依然として区別されていたという状態だったことが分かる。ア行のエとヤ行のエは10世紀後半以降同音になったと見られる。合流したア行とヤ行のエについては、ア行のエの発音が /je/ に変化して、元々 /je/ だったヤ行のエに合流したと見られている。ヤ行のエを表す仮名は使われなくなっていき、エに統合された。
『和名類聚抄』（承平年間、931年 - 938年頃成立、ア行とヤ行のエの区別がない）には、「机　和名都久恵」とあり、本来はヤ行のエを含んでいた「つくえ」を「つくゑ」と誤記した例がある。このように、ア行・ヤ行のエ（/je/）とワ行のヱ（/we/）を混同する例も出てきていたが、平安時代にはあまり混同は多くなかった。
語中のハ行音がワ行に発音される現象（ハ行転呼）が奈良時代から散発的に見られ、11世紀初頭には一般化した。この現象により、語中・語尾の「ヘ」の発音が /ɸe/ から /we/ に変化し、ヱと同音になった。これにより語中の「へ」と「ゑ」の使い分けに混同が見られるようになった。12世紀末には、『三教指帰注』（中山法華経寺蔵、院政時代末期の加点）に「酔はす」（ゑはす）を「エハス」とする例があるなど、ヱとエの区別を失うものも散見されるようになる。

### 鎌倉時代から室町時代頃まで
鎌倉時代に入るとヱとエの混同が顕著になり、13世紀に入るとヱとエは統合した。ヱが /we/ から /je/ に変化することによって エと合流したと考えられている。また、漢字音の「クヱ」「グヱ」もそれぞれ [ke] 、[ɡe] と発音されるようになり「ケ」「ゲ」に合流した。
ハ行転呼やいくつかの音節の統合により、同じ発音になった仮名が多数生じ、仮名遣いに動揺が見られるようになった。藤原定家（1162年 - 1241年）は『下官集』の「嫌文字事」で60ほどの語例について「を・お」「え・へ・ゑ」「ひ・ゐ・い」の仮名遣いの基準を示した。定家の仮名遣いは11世紀後半から12世紀にかけて書写された仮名の文学作品を基準としたものと見られるが、藤原定家が基準にしたものには既にハ行転呼が生じて表記が動揺していたものも含まれており、本来は「へ」である「行方」（ゆくへ）が「ゑ」とされ、本来は「ゑ」である「絵」（ゑ）が「え」に、「故」（ゆゑ）、「植ゑ」（うゑ）、「酔ふ」（ゑふ）が「へ」とされるなど、元々の発音とは異なる表記が採用されたものもあった。
南北朝時代になると行阿が『仮名文字遣』（1363年以降成立）を著し、対象語数を1000語以上に大幅に増やした。以後『仮名文字遣』の仮名遣いが「定家仮名遣」として一般に広く受け入れられた。定家仮名遣は特に和歌や連歌など歌道の世界で広く使われたが、それ以外の分野では「ゑ」「え」および語中・語尾の「へ」の書き分けが混同したものがしばしば見られる。16世紀（室町時代後期）のキリシタン資料におけるローマ字表記では、元々のヱ、ア行のエ、ヤ行のエはいずれも語頭・語中・語尾に関わらず 「ye」 で書かれており、発音がいずれも /je/ だったことが分かる。

### 江戸時代
江戸時代の契沖（1640年 - 1701年）は、『万葉集』、『日本書紀』などの上代文献の仮名遣が定家仮名遣と異なることに気付き、源順の『和名類聚抄』（承平年間、931年 - 938年頃成立）以前の文献では仮名遣の混乱が見られないことを発見した。そこで、契沖は『和字正濫鈔』（元禄8年〈1695年〉刊）を著し、上代文献の具体例を挙げながら約3000語の仮名遣を明らかにして、仮名遣の乱れが生じる前の上代文献に基づく仮名遣へ回帰することを主張した。契沖の仮名遣は契沖の没後に次第に一般に受け入れられていき、定家仮名遣での誤りの多くが正された。いっぽう本居宣長は字音仮名遣を研究し、『字音仮字用格』（安永5年〈1776年〉刊）でそれを完成させたが、この中で合拗音のうち直音との発音の区別が当時まだ残っていた「クヮ」「グヮ」のみを残し、「クヰ」「グヰ」「クヱ」「グヱ」はそれぞれ現実の発音に従って直音の「キ」「ギ」「ケ」「ゲ」に統合させた。
18世紀中頃には、エやヱの発音が /je/ から /e/ に変化し現代と同じになった。明和8年（1771年）に上方で成立した『謳曲英華抄』には、「江ハいより生ず、江といふ時舌に触て最初に微隠なるいの音そひて江といはる」とあるが、この本は実際の口語と異なる謡曲の発音を教えるものであるから、既にこの頃には上方の口語でも [e] になっていたと見られる。蘭語辞典を写したと言われるメドハーストの『英和・和英語彙』（1830年刊）には、「え・エ」のラテン文字化として「e」と共に「ye」の表記が見られる。ヘボンは日本語のラテン文字表記の際に、当初はメドハーストに倣って「エ」を「ye」と表記した（『和英語林集成』　初版1867年）が、後の第三版（1886年）では、現状にあわせて「エ」を「e」 に変更している。

### 大日本帝国時代
明治6年（1873年）に契沖の仮名遣いを基礎に、古文献を基準とした歴史的仮名遣が『小学教科書』に採用され、これ以降学校教育によって普及し一般に広く用いられた。字音仮名遣は本居宣長のものを基本としたものが使われた。

### 日本国時代
昭和21年（1946年）に表音式を基本とした『現代かなづかい』が公布され、現代の発音を反映した仮名遣いが採用された。これにより、歴史的仮名遣における「ゑ」は全て「え」に書き換えられ、「ゑ」は一般には使われなくなった。

## 現代の用法
現代仮名遣いでは、歴史的仮名遣における「ゑ」を全て「え」に書き換えるため、通常「ゑ」が用いられることはない。ただし人名など固有名詞に於いてはまれに見かけることがあり、現在戸籍に於いて命名や改名の際、「ゑ」「ヱ」の使用は認められている。
現代の用法として、日本神話の神である「ゑびす」の表記に使われることがある。例えば、京都には「京都ゑびす神社」という名の神社が存在する。固有名詞における用例としては、パッケージにエビス神が描かれた「ヱビスビール」が著名である。ヱビスビールはローマ字では「YEBISU」と書くが、これは幕末から明治初期に「エ」「ヱ」がどちらも ye と書かれることがあった名残である。他にも、エビス神の名を冠した固有名詞に「ゑ」が使用されることがある。
企業名としては、大手食品メーカーの「ヱスビー食品」が1994年に対外的な名称を「エスビー食品」に変更するまでこの表記を使用していた（登記上はヱスビー食品のまま）。
また俗語的用法として、面白半分で「え」を置き換えて使う場合に使用されることがある。この場合、歴史的仮名遣で「ゑ」でないものでも「ゑ」に置き換えられることがある。『ヱヴァンゲリヲン新劇場版』などが挙げられる。
自動車用ナンバープレートにおいては発音が「え」と同じである上、字形が「る」によく似ているため、「ゑ」は用いられない。外国での土産物等での日本語表記では、本来では「る」のはずの部分に「ゑ」がしばしば誤用される。
「衞」（衛）の簡体字「卫」は、衛の歴史的仮名遣（字音仮名遣）「ヱイ」が中国に伝わり、この「ヱ」が変化してできたものとされる。
沖縄方言を表記する際に「ゑ」が使用されることがある（沖縄方言の表記体系）。またアイヌ語をカナ表記する際にも「ヱ」が使用される（アイヌ語仮名）。

## 歴史的仮名遣で 「ゑ」が含まれる語
歴史的仮名遣いに基づいた五十音順に示す。以下に示した語の「ゑ」は、現代仮名遣いでは全て「え」に書き換える。発音は標準語や東京方言では語頭・語中・語尾に関わらず全て [e] である。また、漢字音における「クヱ」「グヱ」は江戸時代以降の字音仮名遣、および現代仮名遣いではそれぞれ「ケ」「ゲ」に書き換え、発音は /ke/ 、/ɡe/ である。

### 和語
礎（いしずゑ）、植え（うゑ）、飢え（うゑ）、蹴え（くゑ）、声（こゑ）、梢（こずゑ）、楚（すはゑ）、末（すゑ）、据え（すゑ）、杖（つゑ）、巴（ともゑ）、微笑む（ほほゑむ）、故（ゆゑ）、所以（ゆゑん）、描く（ゑがく）、えぐい（ゑぐい）、抉る（ゑぐる）、餌（ゑさ）、酔ふ（ゑふ）、笑み（ゑみ）、笑む（ゑむ）、彫る（ゑる）、鐫る（ゑる）、槐（ゑにす・ゑんじゅ）
- この内「楚」、「杖」などは机（つくえ）のように、ヤ行エ（ye）が変化したものであるとされる
- 「植える」、「飢える」、「据える」はそれぞれ終止形の「うう、うう、すう」に由来し、ワ行下二段活用の未然、連用、命令形にのみ現れる
- 「蹴る」は終止形「くう」に由来し、下二段活用の未然、連用、命令形にのみ現れる（ただし、平安末期には「くゑ」→「け」へと変わったため通常は下一段活用の動詞として扱われる）

### 漢字音

#### 呉音
匕・化・夬・瓜・卉・会・圭・灰・虫・花・快・怪・卦・乖・悔・咼・挂・恢・奎・枴・皈・恠・華・帰・胯・掛・晦・袿・揮・喙・傀・罫・誇・靴・塊・賄・褂・詼・魁・瑰・閨・誨・輝・蝸・鮭・檜・膾・徽・蹶（クヱ）、外・瓦・找・華・崋・嘩・嵬・隗・樺・樺・磑・譁・鮠・魏（グヱ）、血・刔・決・抉・刮・訣・鴃・譎（クヱチ）、穴・滑・猾・磆（グヱチ）、犬・丱・串・呟・巻・涓・娟・眷・捲・絢・慣・関・綸・夐・鵑・羂・鰥（クヱン）、幻・玄・県・狠・拳・眩・莞・宦・倦・衒・患・惓・捲・皖・湲・鉉・頑・豢・蜷・圜・寰・環・還・懸・鐶・鬟・顴（グヱン）、囗・会・回・囲・画・歪・廻・徊・畏・哇・茴・娃・恵・迴・淮・畦・絵・猥・蛔・隈・携・罫・話・匯・窪・槐・潰・慧・踝・壊・懐・衛・穢（ヱ）、抉・粤・越（ヱチ）、円・員・院・湾・援・淵・媛・湲・綰・圜・彎・灣（ヱン）

#### 漢音
冂・兄・圭・冏・迥・奎・炯・桂・珪・恵・畦・袿・蛍・烱・絅・携・閨・慧・鮭・蹶・攜（クヱイ）、鴃・鵙・闃（クヱキ）、穴・血・刔・決・抉・訣・掘・厥・獗・蕨・鴃・蹶・譎（クヱツ）、月（グヱツ）、犬・玄・呟・券・巻・県・涓・娟・拳・眩・倦・眷・衒・惓・捲・圏・絢・喧・萱・勧・暄・煖・鉉・夐・蜷・綣・権・諠・鵑・羂・懸・讙・顴（クヱン）、元・芫・原・源・愿・願（グヱン）、永・泳・咏・詠・衛（ヱイ）、曰・戉・抉・粤・越・鉞（ヱツ）、円・宛・苑・怨・垣・爰・員・院・婉・援・淵・媛・湲・猿・遠・蜿鋺・鴛・圜・轅（ヱン）

#### 慣用音
豌（ヱン）